# بيغونيا مايستري
بيغونيا مايستري (بالإسبانية: Begoña Maestre)‏ هي ممثلة إسبانية، ولدت يوم 1 أغسطس 1978 في باراكالدو في إسبانيا.

## روابط خارجية
- بيغونيا مايستري على موقع IMDb (الإنجليزية)
- بيغونيا مايستري على موقع ألو سيني (الفرنسية)
- بيغونيا مايستري على موقع قاعدة بيانات الفيلم (الإنجليزية)
- بيغونيا مايستري على موقع كينوبويسك (الروسية)